# برايان هاريسون (مؤرخ)
برايان هاريسون (بالإنجليزية: Brian Harrison) هو مؤرخ بريطاني، ولد في 9 يوليو 1937.